# Xenorhiza cylindrica
Xenorhiza cylindrica là một loài Hymenoptera trong họ Colletidae. Loài này được Hirashima mô tả khoa học năm 1975.